# Pfarrorchester
Pfarrorchester ist die Bezeichnung eines Orchesters in einer Pfarrei. Häufig handelt es sich um Blasorchester oder Streichorchester, die in verschiedenen Instrumentierungen, Arrangements und Registern sowie mit ganz unterschiedlichem Anspruch musizieren. Zentral ist der Auftritt bei kirchlichen Anlässen wie Gottesdiensten, Pfarrfesten usw.
Die Motivation dieser Orchester liegt, ähnlich wie bei Kirchenchören, im Interesse am musikalischen Gestalten des kirchlichen Miteinanders. Der Institutionalisierungsgrad eines Pfarrorchesters ist dabei jedoch meistens höher als bei einer Musikgruppe, Band oder Combo. Einige der Orchester haben sich rechtlich selbständig gemacht, zum Beispiel als Verein (e.V.). Dies bringt organisatorische Vorteile mit sich, ohne dass damit jedoch eine Ablösung von der Pfarrgemeinde verbunden wäre.